# Olivier Cotte
Cet article concerne un scénariste de bande dessinée, historien du cinéma d'animation, illustrateur, réalisateur et écrivain. Pour le skieur acrobatique français, voir Olivier Cotte (ski acrobatique).
Olivier Cotte est un scénariste de bande dessinée, un historien du cinéma d'animation, un écrivain, un illustrateur, et un réalisateur né le 20 juin 1963 à Soisy-sous-Montmorency.

## Biographie
Né d'une famille d'artistes, Olivier Cotte étudie, parallèlement à son bac de philosophie, le piano, la danse classique, et les beaux-arts. Passionné de cinéma d’animation, il réalise son premier film à l'âge de 14 ans. Fasciné par l’esthétique de John Cage et Merce Cunningham, il désire d’abord devenir danseur contemporain, mais intègre les beaux-arts puis la Sorbonne en cinéma et littérature.

### Débuts dans le cinéma
Olivier Cotte travaille 15 ans dans l'industrie cinématographique et vidéo en tant que réalisateur, infographiste et directeur des effets spéciaux pour la publicité, les habillages TV, génériques, clips, courts métrages (Le canard à l'orange, 2002, de Patrick Bokanowski par exemple).
Il est infographiste ou responsable des effets spéciaux pour des longs métrages, en particulier pour Wim Wenders (Jusqu'au bout du monde / Bis ans Ende der Welt); Roman Polanski (La Jeune Fille et la Mort / Death and the Maiden), Costa-Gavras (Mad City), Bob Swaim (Le Défi / The Climb), Josiane Balasko (Un grand cri d'amour), Jaco van Dormael (Le Huitième Jour), Leos Carax (Pola X), Mathieu Kassovitz (Assassin(s)).
Il a réalisé plusieurs courts métrages, principalement en animation ou techniques mixtes, dont Terra Incognita (1995) dans lequel il dirige Michael Lonsdale.

### Historien et théoricien du cinéma d'animation
À partir de 2002, il se consacre à l’écriture de fiction et au travail d’historien du cinéma d’animation. Il enseigne à Gobelins, l'école de l'image. Il est directeur artistique et technique des courts d'ouverture de séances du festival d'Annecy de 2002 à 2012. Il intervient aussi comme enseignant à l'ESAG Penninghen, à l'Esra, ainsi qu’à l’étranger (Allemagne, Chine, Taiwan…). Il collabore au comité de lecture du Centre national du cinéma et de l'image animée et pour de nombreux festivals de cinéma et cinémathèques. De 2002 à 2012, il rédige les hommages des disparus de l'année pour le festival d'Annecy.
Il écrit de nombreux articles pour différents magazines consacrés au cinéma, à l'image et l'informatique, puis plusieurs ouvrages consacrés au film d'animation dont une encyclopédie 100 ans de cinéma d'animation et Le grand livre des techniques d’animation, trois monographies consacrées à des cinéastes (David Ehrlich, Georges Schwizgebel, Walt Disney), un livre d'étude et d'entretiens avec des réalisateurs récompensés par un Oscar,. Il a également traduit la bible de l'animateur Techniques d'animation de Richard Williams et plusieurs ouvrages techniques.

### Scénariste et auteur autour du scénario
Olivier Cotte avait été co-scénariste d'une série TV, Monsieur TiVi, en 1985, et avait publié quelques nouvelles, mais c'est à partir de 2008 qu'il scénarise plusieurs bandes dessinées. Avec Jules Stromboni au dessin, sortent Le futuriste mélangeant science-fiction et fantastique, suivi de deux adaptations pour la collection Rivages/Casterman/Noir: L'ultime défi de Sherlock Holmes  et L'épouvantail. L'univers post-apocalyptique sera développé avec Xavier Coste pour Le lendemain du monde,. Dans un registre plus humoristique, il sort avec Martin Viot Memento Maurice aux Editions du Long Bec en 2019.
Olivier Cotte développe dans ses scénario une prédilection pour les univers de l'imaginaire, en particulier la science-fiction et le fantastique. Cet intérêt l'amène également à collaborer avec le Festival des Utopiales par le biais de cours du soir et tables rondes.
La passion pour le récit l'amène à écrire une méthode d'écriture du scénario Écrire pour le cinéma et la télévision, suivi de Adapter un livre pour le cinéma et la télévision puis Créer des personnages de films et de séries, et à enseigner cette matière au sein de plusieurs écoles telles que L'Ispra.
Toujours dans ce domaine, il traduit les ouvrages de Robert McKee Story - Écrire des dialogues pour la scène et l'écran, Story, concevoir des personnages pour la scène et l'écran, Story - L'art de l'action pour l'écran et la scène, et harmonise et corrige Story - Écrire un scénario pour le cinéma et la télévision du même auteur.

## Œuvres

### Bandes dessinées
- Le futuriste, (avec Jules Stromboni au dessin). Casterman, 2008.
- L'ultime défi de Sherlock Holmes, (avec Jules Stromboni au dessin). Casterman, 2010.
- L'épouvantail, (avec Jules Stromboni au dessin). Casterman, 2012. Sélection officielle Festival d'Angoulême 2013 catégorie Polar.
- Et si..., (avec Marion Delannoy au dessin) dans Genre & Question féminine. Édition L’Œuf, 2017.
- Le lendemain du monde, (avec Xavier Coste au dessin). Casterman, 2017.
- Memento Maurice, (avec Martin Viot au dessin). Editions du Long Bec, 2019.
- Géostratégix, Un monde de jeux, (coscénario & codécoupage avec Tommy, texte de Pascal Boniface). Editions Dunod, 2024.
- Cinéphilix, une histoire du cinéma en BD, (avec Marie-Sophie Moreau au dessin). Editions Dunod, 2024.

### Théâtre
- Anamnèse de la chair, in Anthologie des Utopiales. Éditions ActuSF, 2018. Réédité en théâtre  (ISBN 978-2958036508)
- Séquelles, 2021, édité en théâtre  (ISBN 978-2958036515)

### Roman
- La momie qui aimait les pizzas et les jeux vidéo. Éditions Leha, 2021.

### Nouvelles
- La prison, 1992.
- Intersection-dissection, 1992.
- Naître ou ne pas naître, 1992.
- Petit traité du vide entre les étoiles, 1992.
- La tarte aux pommes, 1992.
- Ciel pur, 1992.
- Le port, 1993.
- Prise en passant, in Anthologie 42, dirigée par Jeanne-A Debats. Éditions Parchemins & Traverses, 2015.
- À la masse, in Anthologie Utop' jeunesse. Éditions ActuSF, 2021.

### Sur le cinéma
- Il était une fois le dessin animé, encyclopédie, préface de Jean-Claude Carrière. Éditions Dreamland, 2001.
- Utiliser After Effects pour émuler une multiplane traditionnelle dans Les cahiers du designer; les cahiers de Gobelins, l'école de l'image, collectif. Éditions Eyrolles, 2003.
- Réaliser un film sur After Effects dans Les cahiers du designer; After-Effects, collectif. Éditions Eyrolles, 2004. Traduit en espagnol : Conseguir animaciones y efectos especiales. Éditions CEAC tiempoLibre, 2005.
- Les Oscars du film d'animation. Eyrolles, 2006). Traduit en anglais : Secrets of Oscar-winning Animation: Behind the scenes of 13 classic short animations[18]. Focal Press, 2007.Traduit en japonais : コマ撮りアニメーションの秘密―オスカー獲得13作品の制作現場と舞台裏, Éditions Graphic-Sha, 2008. Traduit en coréen : 오스카 애니메이션     올리비에 코트 | 역자: 나호원 | 다빈치. Traduit en espagnol : Los Oscars de dibujos animados, Ediciones Omega 2009. Traduit en chinois: 奥斯卡最佳动画短片:幕后手记 Jilin Press, 2009.
- Chapitres Le cinéma d’animation et La typographie dans le Dictionnaire mondial des images, collectif. Nouveau Monde éditions, 2006.
- La vidéo de A à Z: réalisez vos films comme un pro! Compétence Micro, 2007. Traduit en espagnol : Vídeo de la A a la Z: Crea peliculas como los profesionales. Know ware, PC-cuadernos, 2008.
- La naissance de l’Asifa dans 50th Asifa Anniversary, The Animation Art and The History of Asifa, collectif. Asifa Publication, 2011.
- Travaux pratiques avec After Effects. Éditions Dunod, 2011.
- Mieux comprendre After Effects dans Savoir tout faire en animation 2D et 3D, collectif. Éditions Oracom, 2011.
- Les grandes fonctions d’After Effects dans Savoir tout faire en vidéo: le Motion Design, collectif. Éditions Oracom, 2012.
- Écrire pour le cinéma et la télévision : Structure du scénario, outils et nouvelles techniques d'écriture créative. Éditions Dunod, 2014. Deuxième édition : 2018; troisième édition : 2025.
- 100 ans de cinéma d'animation, encyclopédie. Éditions Dunod, 2015, Seconde édition en 2023  (ISBN 9782100843824) avec une préface de Marc Caro. Traduit en chinois: 百年世界动画电影史; 2021.
- Chapitre contemporain français dans Animation - A World History de Giannalberto Bendazzi. Focal Press, 2015.
- Dark Vador vs Monsieur Spock (co-écrit avec Jeanne-A Debats), préface de Alan Dean Foster. Éditions Dunod, 2016[19],[20].
- Le grand livre des techniques du cinéma d'animation, préface de Peter Lord. Éditions Dunod, 2018, Seconde édition en 2024  (ISBN 978-2100861774).
- Adapter un livre pour le cinéma et la télévision - De l'œuvre originale au scénario : roman, théâtre, biographie, bande dessinée. Éditions Armand Colin, 2020.
- Créer des personnages de films et de séries. Éditions Armand Colin, 2022. Traduit en russe: Создание персонажей фильмов и сериалов, 2024.

### Essais
- David Ehrlich, citoyen du monde - David Ehrlich, Citizen of the World, monographie bilingue. Éditions Dreamland, 2002.
- Jorge Luis Borges, une autre littérature, de Jean-François Gérault. Collaboration à la filmographie. Encrage/Les Belles Lettres, 2003.
- Georges Schwizgebel, Des peintures animées - Die laufenden Farbbilder - Animated Paintings, monographie trilingue. Éditions Heuwinkel, 2004.
- B is for Bordo, Monographie bilingue consacrée à Borivoj Dovniković, collectif. SKD Prosvjeta, Zagreb, 2006.
- Michaela Pavlatova dans Animating the Unconscious, Desire, Sexuality and Animation, collectif. Wallflower Press, 2012.
- Filmographie animée dans Sciences & fictions à Peyresq, Citoyennetés spéculatives, collectif. Éditions du Somnium, 2016.
- La figure de Watson dans les adaptations audiovisuelles dans Sherlock Holmes, un nouveau limier pour le XXIe siècle, collectif. PUR Rennes / Colloque de Cerisy, 2016.
- La Traversée de l'Atlantique à la rame de Jean-François Laguionie dans 40 Years of Ottawa: Collected Essays on Award-Winning Animation, collectif. Éditions du festival d'Ottawa, 2016.
- Tim Burton and the Animated Film dans Tim Burton : A Cinema of Transformations, collectif. Presses universitaires de la Méditerranée, 2018.
- L'animation engagée dans Less is more, collectif. Festival de musiques nouvelles, Philharmonie Luxembourg, 2019.
- Evolution and formal style in Portuguese animation dans Reframing Portuguese cinema in the 21th Century, collectif. Curtas Metragens, 2020.
- Adapter Dune, analyse d'un scénariste dans Dune, le Mook[21], collectif. Éditions L'Atalante & Leha, 2020.
- Repères biographiques dans Georges Schwizgebel, filmonographie, collectif. Monographie bilingue. La cinquième couche, 2020.
- Penny Dreadful, Who am I? dans Saison, la revue des séries – 1, n° 1, collectif. Classiques Garnier, 2021.
- Walt Disney, l'homme qui rêvait d'être un enfant. Éditions Perrin, 2024.

### Traductions
- Techniques d'animation, traduction du livre de Richard Williams. Éditions Eyrolles, 2003.
- Créez vos propres animations en Stop Motion, traduction du livre de Melvyn Ternan. Éditions Dunod, 2014.
- Composer ses images pour le cinéma : Structure visuelle de l'image animée, traduction du livre de Bruce Block. Éditions Eyrolles, 2014.
- Métier : Réalisateur - Quand les maîtres du cinéma se racontent, traduction du livre de Mike Goodridge. Éditions Dunod, 2014. Nouvelle version révisée et actualisée, Armand Colin, 2021.
- Story - Écrire un scénario pour le cinéma et la télévision, relecture scientifique du livre de Robert McKee. Éditions Armand Colin, 2017.
- Story - Écrire des dialogues pour la scène et l'écran, traduction du livre de Robert McKee. Éditions Armand Colin, 2017.
- Story - Concevoir des personnages pour la scène et l'écran, traduction du livre de Robert McKee. Éditions Armand Colin, 2023.
- Story - L'art de l'action pour l'écran et la scène, traduction du livre de Robert McKee. Éditions Armand Colin, 2024.

### Illustrations
- Couverture et illustrations intérieures de l’anthologie 42, dirigée par Jeanne-A Debats. Éditions Parchemins & Traverses, 2015.
- Couverture et illustrations intérieures de Dark Vador vs Monsieur Spock[22] (coécrit avec Jeanne-A Debats). Éditions Dunod, 2016.
- Couverture de l’anthologie Frontières, dirigée par Simon Bréan. Éditions Parchemins & Traverses, 2017.

### Livres divers
- Mac OsX Lion. Éditions Oracom, 2012.  (ISBN 9782361450748)
- Mac Office, collectif. Éditions Oracom, 2012.  (ISBN 978-2361450885)
- La photo de portrait, collectif. Éditions Oracom, 2012.  (ISBN 978-2361451059)
- Démarrer sur Mac, collectif. Éditions Oracom, 2012.  (ISBN 978-2361450786)
- Débuter et progresser en photographie, collectif. Éditions Oracom, 2013.  (ISBN 978-2361451226)
- Le guide des usages Mac, collectif. Éditions Oracom, 2014.  (ISBN 978-2361451349)
- Le grand aide-mémoire du tarot, 2022,  (ISBN 978-2958036546). Edition anglaise : The Great Memory Aid of Tarot, 2023,  (ISBN 978-2958036591).

### DVD
Contribution aux bonus (interviews ou rédaction des livrets).
- Horus Prince du Soleil (Isao Takahata). Wild Side Vidéo, 2004.
- Jan Švankmajer Vol.1 (Jan Švankmajer). Chalet Films, 2005.
- Astérix, la trilogie Gaumont (René Goscinny). Gaumont Vidéo, 2005.
- Jan Švankmajer Vol.3 (Jan Svankmajer). Chalet Films, 2007.
- Nuvole e mani. Il cinema animato di Simone Massi. Minimum Fax, 2014.
- Éclectisme animé (Gaël Brisou). Folimage, 2024.

### Magazines: contributions régulières
- iLive
- Création Numérique
- Pixel
- Le technicien du film
- CreaNum
- Movie Creation

## Filmographie
Courts métrages
- Concerto pour une image, court métrage (scénario et réalisation) S8 mm., 1977.
- Le justicier, court métrage (scénario et réalisation) 16 mm., 1984.
- Monsieur TiVi (série TV animée), co-scénariste, 1984-85 (réalisation de Touïs).
- Documentaire sur la 3D (réalisation pour le Futuroscope), 1997.
- Séquence onirique réalisation d’une séquence intégrée à L’annonce faite à Marius, long-métrage d’Harmel Sbraire, 1997.
- Terra Incognita, court métrage (scénario et réalisation) 35 mm. Film interprété par Michael Lonsdale, 1995[23].
- Fukushima ‘La sirène‘, court métrage (réalisation), 2005.
- Fukushima ‘Le renard‘, court métrage (réalisation), 2006.
- Fukushima ‘Kohatayama‘, court métrage (réalisation), 2006.

## Prix et distinctions
- Mention spéciale au Festival Premiers Plans, festival d'animation d'Angers pour Concerto pour une image.
- Prix du public au festival d'Imola pour Terra Incognita.
- Prix du meilleur scénario pour L'ultime défi de Sherlock Holmes à Festi'BD 2011.
- Prix Lucioles BD 2011 pour L'ultime défi de Sherlock Holmes[24].
- Award for Outstanding Achievement in Animation Theory, remis lors de l'Animafest Zagreb 2012, pour contribution exceptionnelle à l'étude de l'histoire du cinéma d'animation[25].